# Pasquale d'Elia
Pasquale Maria D'Elia (Pietracatella, 2 aprile 1890 – Roma, 18 maggio 1963) è stato un sinologo, storico e missionario italiano.

## Biografia
Figlio di Pietro D'Elia e Giovanna Evangelista, nacque a Pietracatella nel 1890 e, quattordicenne, entrò nel seminario della Compagnia di Gesù a Napoli nel 1904, prendendo i primi voti nel 1907. Proseguì con gli studi di filosofia al Saint Mary's College di Canterbury e alla Maison Saint-Denis di Saint-Hélier, prima di essere destinato come missionario in Cina e studiare il cinese a Xujiahui, Shanghai. Continuò a perfezionarsi al Woodstock College e ad Hastings, ove ricevette l'ordinazione sacerdotale il 24 agosto 1920.
Dopo aver compiuto ulteriori studi alla Maison de la Colombière di Paray-le-Monial, nel 1923 tornò in Cina, dedicandosi al missionariato per un biennio nell'Anhui. Dal 1926 si dedicò all'attività accademica, prima all'Università Aurore di Shanghai e poi all'Università Gregoriana di Roma con la cattedra di missionologia. Fu un esperto della storia delle relazioni tra l'Europa e la Cina e, in particolare, della figura di Matteo Ricci.